# Javad Daraei
Javad Daraei (Teerão, 1992) é um roteirista e cineasta iraniano.

## Filmografia

### Filmes
- Metamorphosis in the Slaughterhouse (2021)

### Curtas narrativos
- I don't like her (2016)
- Limit (2017)